# 西毅一
西 毅一（にし きいち、1843年8月11日（天保14年7月16日） - 1904年（明治37年）3月28日）は、明治時代の教育者、政治家。岡山藩士、儒者。字は伯毅、号は薇山。

## 経歴
岡山藩士霜山氏の子として生まれ、儒者で森田節斎の門人にあたる西後村の養子となる。岡山藩の外交応接方として活躍。明治維新後の1871年（明治4年）に岡山県学校督事となり、学校改革・洋学振興などに努め、岡山県士族の中で中心的な役割を果たした。
岡山県参事や東京上等裁判所判事を歴任した後は自由民権運動に参加し、1890年（明治23年）の第1回衆議院議員総選挙に出馬し当選、衆議院議員となる（当選2回）。
晩年は旧岡山藩の閑谷学校の再興を図り、1884年（明治17年）に再興された閑谷学校の初代校長となるが、1904年3月28日に自殺した。62歳。